# Pedro de Córdoba
Pedro de Córdoba (Córdoba, 1460 - La Española, 28 de junio de 1525), fue un misionero y fraile dominico español, autor de la Doctrina Cristiana para la instrucción y formación de indios. Fue el primero en ser nombrado inquisidor de todo lo descubierto y por descubrir en América y denunció, junto a su comunidad, por primera vez el régimen de encomiendas por los abusos que se daban en el mismo.

## Biografía

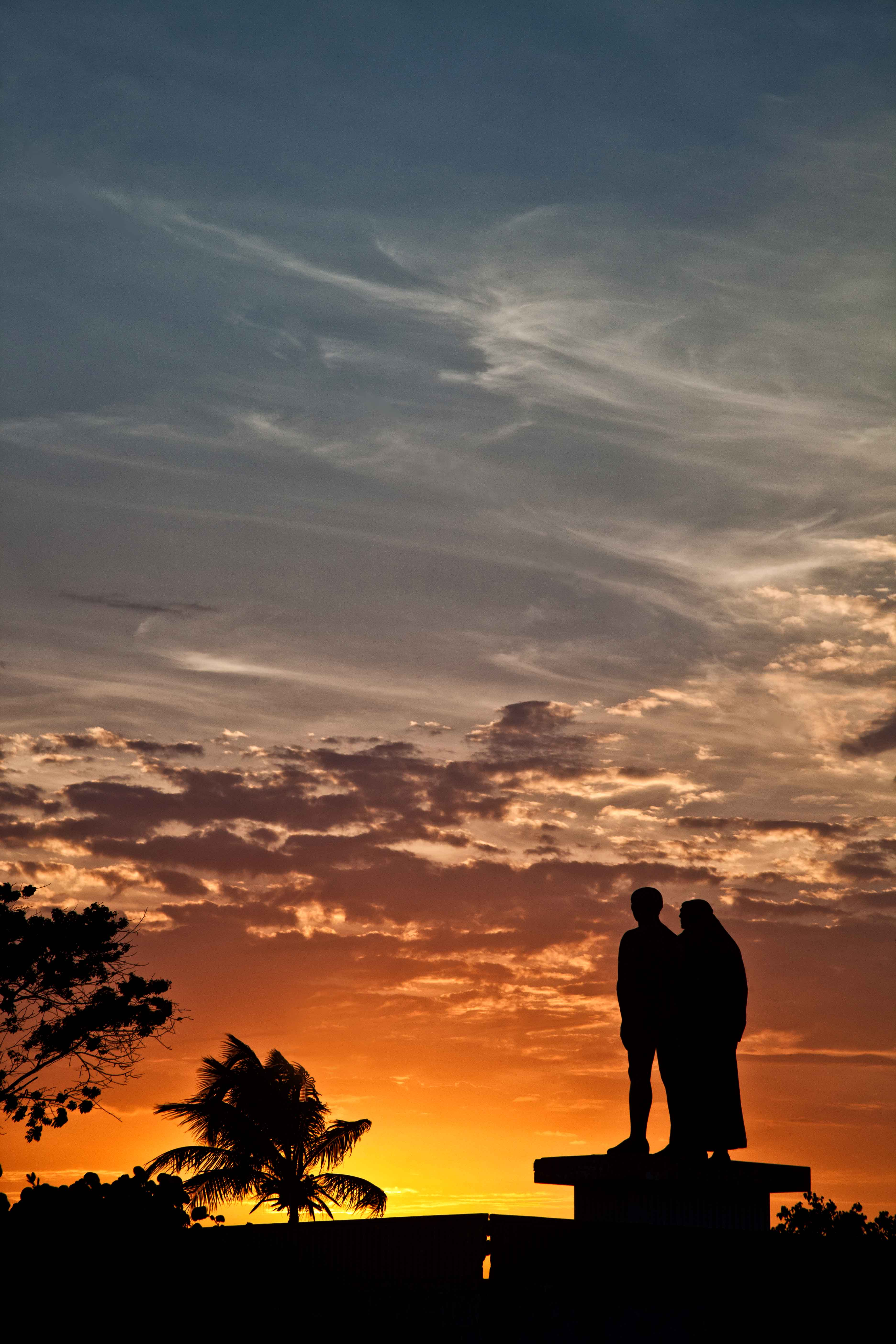
El Monje y el Indio, escultura de Hugo Daini que conmemora en Cumaná el encuentro entre los aborígenes locales y los frailes pioneros en la Evangelización de la tierra firme Americana

Pedro de Córdoba nació en Córdoba, Andalucía en el seno de una familia noble, en 1460. Realizó los estudios de Leyes en la Universidad de Salamanca, allí entró en contacto con los dominicos del Convento de San Esteban, atraído por la personalidad y forma de vida de estos religiosos decidió hacerse fraile dominico. Hacia el año 1501 tomó el hábito de la Orden Dominica e inició su año de noviciado. Al concluir esta etapa hizo su profesión religiosa y continuó con sus estudios de artes, filosofía y teología hasta 1508. En 1506 fue ordenado diácono y en 1508 recibió el Orden sacerdotal. Permaneció en el Convento de San Esteban hasta 1509 para luego ser asignado al Real Convento de Santo Tomás de Ávila, donde se ocupó en el ministerio de la predicación.
En 1510 llegó a Santo Domingo en la isla de La Española, entonces sede de la Real Audiencia de los territorios españoles en  el Nuevo Mundo, junto con otros tres frailes dominicos, fray Antonio de Montesinos, fray Bernardo de Santo Domingo y fray Domingo de Villamayor, y constituyó la primera comunidad y convento de esa orden en América, base de la futura provincia dominica de Santa Cruz de Indias. Se le atribuye la conversión de Bartolomé de las Casas, a través de un sermón pronunciado en La Española.
En el transcurso del viaje a Santo Domingo la nave Espíndola, donde viajaban los religiosos, realizó una parada en Puerto Rico. El grupo arribó al puerto de Ozama, Santo Domingo, Isla La Española, en los postreros días del mes de septiembre de 1510. 
Fray Pedro de Córdoba, junto con sus compañeros de orden, se dedicó a la evangelización y educación de los indígenas que estaban siendo maltratados por los encomenderos violando las leyes impuestas por los Reyes  Católicos. 

Blasón de la orden de los Dominicos

La víspera del domingo 21 de diciembre de 1511 los ocho miembros de la congregación reunidos en capítulo, prepara y firma un “Sermón”, que Fray Pedro de Córdoba encargará que predique fray Antonio  “bajo precepto formal y en virtud de santa obediencia”. El sermón llamado de Adviento defendía enormemente a los indios contra los abusos que se estaban cometiendo en el sistema de encomiendas que llegaban a esclavizar a los encomendados, saltándose las obligaciones que dicho sistema les imponía a los colonizadores.  La denuncia caló y molestó a la excipiente y poderosa sociedad colonial, que basaba sus riquezas en la explotación esclavista de los indígenas. El Virrey Diego Colón se dirigió a hablar con fray Pedro de Córdoba al convento de los dominicos para que expulsara de la isla a fray Antonio o que, al menos, diera a la semana siguiente un sermón más suave, que apaciguara los ánimos. Gran sorpresa fue que, al domingo siguiente, el discurso fue mucho más beligerante por los indios y dio cinco principios: que las leyes de la religión están por encima de las leyes de los particulares y del estado, que no existen diferencias raciales ante los ojos de Dios, que la esclavitud y la servidumbre son ilícitas, que se debía restituir a los indios su libertad y bienes y que se debían convertir a los indios al cristianismo con el ejemplo.
Los colonos persuadieron a Fray Alonso de Espinar, superior de los franciscanos de la isla, para que fuese a la corte a velar por sus intereses. Lo propio hicieron los dominicos, que enviaron a Montesinos para refutar los argumentos de las autoridades coloniales y sus partidarios.
El resultado de esa polémica fue la formación de una junta de teólogos, de la que salieron las Leyes de Burgos, aprobadas el 27 de diciembre de 1512. Fray Pedro de Córdoba las consideró incompletas y se desplazó a España para enmendarlas. El rey Fernando el Católico se mostró de acuerdo, las discusiones continuaron y el 28 de julio de 1513 se hicieron varias enmiendas. Las principales fueron una mayor protección a las mujeres y los niños nativos, y la obligación para los indígenas de usar ropa y prestar servicio a los españoles durante nueve meses; el tiempo restante tendrían que trabajar en sus propias tierras o a sueldo de los colonos. Sin embargo, en la práctica no fueron acatadas por los encomenderos y las autoridades. Fueron modificadas en las Leyes de Valladolid en 1513, en éstas se reiteraban las órdenes reales emitidas previamente y se disponían, además, nuevas maneras de proteger a los naturales de las Indias Occidentales bajo el lema "El amor de muchos es el mio".
Fray Pedro de Córdoba realizó la labor misionera en los territorios de  Cuba y Venezuela e intentó, junto con fray Antonio de Montesinos y fray Bartolomé de Las Casas, realizar una evangelización pacífica.
Participó en tres expediciones al Puerto de Perlas (actual Cumaná) y muchos viajes a España. Participó en la fundación de las primeras misiones dominicas en Cumaná y Santa Fe (actual Venezuela). 
La primera expedición misionera organizada por Pedro de Córdoba, y ordenada por el Rey Fernando el Católico, estuvo formada solo por dominicos, bajo el mando de Antonio de Montesinos, mano derecha de Pedro;  el fraile  Fr. Francisco Fernandes de Córdoba, el lego Juan Garcés y sus colaboradores, lenguas y sirvientes; salió de Santo Domingo a  fines de 1513, arribando al puerto de Cumaná, en pocos días.  
Establecidos los misioneros construyeron con ayuda del cacique de Cumaná y su gente,  sus casas, y dos iglesias de madera y palmas, donde también iniciaron una escuela a la cual, muy pronto asistieron hasta 40 niños indígenas, de acuerdo con los cronistas, cédulas  y  los suministros reales.  Al oficiar la primera misa en Cumaná se inicia formalmente la evangelización de la  tierra firme americana. 
Lamentablemente una expedición de un esclavista de Cubagua, capitaneada por Gómez de Rivera, emboscó y capturó al cacique Cumaná con su familia y sus criados, y los vendió como esclavos en Santo Domingo, sin que los frailes pudiesen hacer nada, por lo cual, los indios en represalia sacrificaron a los frailes rehenes, y el proyecto sufrió un serio descalabro, pero no terminó allí.  
Pedro de Córdoba no se amilanó con el martirio de los frailes, ni la violación de las leyes reales por los españoles; y, con los hermanos de su orden rescató a casi todos los indios, en lucha desigual con las autoridades de La Española, cómplices, y los devolvieron a su tierra.
En febrero de 1515, volvió a tierra firme donde fundó Cumaná el 27 de noviembre y dejó, como dice Vicente Rubio, con pruebas contundentes, a otros misioneros bajo el mando de Fray Luis de Castro, en el mismo sitio del sacrificio, en el Puerto de Las Perlas, que fue el primer nombre que tuvo el primer asiento de españoles en la tierra firme. En la desembocadura del río Chiribichi funda Santa Fe y construye el primer monasterio de tierra firme,  como aparece en medallones y dibujos del siglo XVI.
La defensa de los indios, que realizó junto con Bartolomé de Las Casas, y su proceder diario le proporcionó una gran reputación de sacerdote modelo. Fue altamente respetado por el clero, los laicos y los indios. Llega incluso  a escribir un catecismo dedicado a la enseñanza de la doctrina de Cristo a los indios. El catecismo, publicado en 1544 en México por el obispo de Nueva España fray Juan de Zumárraga, se titulaba Doctrina cristiana para instrucción e información de los Indios por manera de historia. 
Por cédula de 20 de mayo de 1519, fue designado Inquisidor en las Indias, aunque se desconocen sus actividades como tal. La primera solicitud formal para que se estableciese en La Española un tribunal del Santo Oficio provino de Bartolomé de las Casas.
Murió en Santo Domingo el 4 de mayo del año 1521, fiesta de Santa Catalina de Siena. Fray Antonio de Montesinos fue el predicador en el entierro de su compañero de lucha, para la homilía escogió el Salmo 133 (132): «Qué bueno y agradable, cuando viven juntos los hermanos».
El Papa San Juan Pablo II reconoció en su primera visita apostólica a Venezuela (1985) que por Cumaná había empezado la evangelización de la tierra firme del continente Americano lo que lo llevó a elevarla al rango de Arquidiócesis con lo que se hizo justicia histórica con la Ciudad mediante la bula "Necessitate adducti".

## Obras
- 'Doctrina Cristiana', la primera escrita en América entre 1510 y 1521, para uso de las predicaciones dominicales y festivas; publicado por primera vez en México en 1544, con algunos retoques y ampliaciones.

- Muchos Sermones, Memoriales al Rey y  Instrucciones.

- Cartas. De las muchas cartas que escribió desde América en defensa de los indios, se conservan tres cartas propias y otras tres en las que aparece como uno de los firmantes.
  - «Carta del Vice-Provincial y sacerdotes del convento de Santo Domingo, dirigida a los muy Reverendos Padres» (abril o mayo de 1517).
  - «Carta latina de dominicos y franciscanos de las Indias a los Regentes de España» (Santo Domingo, 27 de mayo de 1517).
  - «Carta al Rey del Padre Fr. Pedro de Córdoba, Vice-Provincial de la Orden de Santo Domingo» (Santo Domingo, 28 de mayo de 1517).
  - «Carta del Padre Fray Pedro de Córdoba al Padre Fray Antonio Montesinos» (26 de septiembre de 1517).
  - «Carta que escribieron varios Padres de las Ordenes de Santo Domingo y San Francisco, residentes en la Isla Española, a Mr. Xevres» (Santo Domingo, 4 de junio de 1518).
  - «Carta de Fr. Pedro de Córdoba a Bartolomé de las Casas» (¿julio de 1518?).